# 叔隗
叔隗（？—？），中国春秋时期晋国大夫赵衰的夫人。出身在赤狄廧咎如氏。
周惠王二十二年（前655年），廧咎如被白狄打败，叔隗和妹妹季隗一起被白狄俘虏。当时晋国公子重耳和赵衰君臣，在白狄避难。叔隗、季隗姐妹被献给了重耳。重耳纳季隗，赵衰和叔隗成婚，生下赵盾。十二年后，赵衰随重耳到卫国、齐国、曹国、宋国、郑国、楚国、秦国，叔隗赵盾母子留在白狄。周襄王十六年（前636年），重耳回晋国为君，即晋文公。晋文公将女儿赵姬嫁给了赵衰。赵姬一再请求下，叔隗、赵盾被接回晋国。叔隗作为正妻，赵盾作为嫡长子。赵姬生下赵同、赵括、赵婴齐。